# Ťi Čcheng
Ťi Čcheng (čínsky pchin-jinem Jì Chéng, znaky zjednodušené 计成, tradiční 計成; 1582–1642) byl čínský zahradní architekt pozdního mingského období. Je autorem Tvorby zahrad (čínsky pchin-jinem Yuán yě, znaky zjednodušené 园冶, tradiční 園冶), prvního pojednání o zahradní architektuře.

## Jména
Ťi Čcheng používal zdvořilostní jméno Wu-fou (čínsky pchin-jinem Wúfǒu, znaky zjednodušené 无否, tradiční 無否) a přezdívku Fou-tao-žen (čínsky pchin-jinem Fǒudàorén, znaky 否道人).

## Život a dílo
Ťi Čcheng se narodil roku 1582 v Tchung-li (v okrese Wu-ťiang provincie Ťiang-su). Získal si jméno jako malíř-krajinář a zahradní architekt. V malbě si za vzor bral umělce tzv. severní školy období pěti dynastií a deseti říší Kuan Tchunga a Ťing Chaoa.
Navrhl a vystavěl mnoho zahrad v jižní Číně, v závěru života shrnul své zkušenosti do pojednání Tvorba zahrad (Jüan jie, 园冶) sestaveneného v první polovině 30. let 17. století, nejstarší zachované čínské monografie o zahradní architektuře. Tvorba zahrad o délce tří ťüanů má dvanáct kapitol, v nichž Ťi Čcheng detailně a s mnoha ilustracemi vysvětluje pravidla vytváření okrasných zahrad. Jeho zájem je především estetický, cílem je elegantní a přirozeně vypadající zahrada s krásnými vyhlídkami a průhledy, nenásilně začleněná do krajiny.
| „           | Zahrada je vytvořena lidskou rukou, ale měla by vypadat jako stvořená Nebesy. | “ |
| — Ťi Čcheng |                                                                               |   |

Většina monografie je věnována kompozici zahrady, zásadám vytváření jednotlivých vyhlídek, popisu různých materiálů a konstrukcí používaných při stavbě pavilónů, plotů, zídek a umělých hor. Přitom opomíjí feng-šuej. Věnuje se i rostlinám okrasným a užitkovým.